# غار مرکلنگ
غار مرکلنگ مربوط به دوره نوسنگی است و در شهرستان سلسله (الشتر)، بخش مرکزی، دهستان یوسفوند، ۲ کیلومتری غرب روستای کره جان متروکه به خط مستقیم واقع شده و این اثر در تاریخ ۳۰ بهمن ۱۳۸۶ با شمارهٔ ثبت ۲۱۱۲۷ به‌عنوان یکی از آثار ملی ایران به ثبت رسیده است.